# 天体力学

太陽系内惑星の軌道アニメーション。

天体力学（てんたいりきがく、英: celestial mechanics）は、万有引力の法則に従う天体の運動を古典力学に基づいて扱う学問である。ニュートン力学から成立した物理学の一分野であり、また位置天文学と並び古典天文学の一角を占める。
惑星の公転運動は主に太陽の重力によって支配されている（ケプラーの法則）ものの、他の惑星などが及ぼす重力が摂動として無視できない影響を及ぼすため、天体力学ではそのような摂動を解析的に取り扱う摂動論が発達した。その最も単純かつ非自明な問題が三体問題である。月の運動は暦の編纂（へんさん）や航海術への応用という実用的な目的のためにとりわけ精確な予測が求められる一方で、惑星の運動に比べ摂動が大きく影響するため、太陰運動論は何世代にも渡って改良されてきた。また天王星の観測データの異常から海王星の存在を予言しその位置を予測したことでも知られる。
天体力学は軌道共鳴、太陽系の安定性、自転軸の歳差と章動、惑星の平衡形状、自転と公転の同期といった問題をも扱う。20世紀には人工衛星・宇宙探査機の軌道設計および軌道制御を扱う軌道力学が派生し、また天体力学の適用対象も太陽系から惑星形成、ブラックホール、そして球状星団および銀河などへと拡大した。

## ケプラー運動
中心天体（例えば太陽）からの重力（万有引力の法則）を受ける天体（例えば惑星）の運動はケプラー運動と呼ばれる。ケプラー運動では、天体の位置 {\displaystyle \mathbf {r} } はニュートンの運動方程式
{\displaystyle {\frac {d^{2}\mathbf {r} }{dt^{2}}}=-\mu {\frac {\mathbf {r} }{|\mathbf {r} |^{3}}}}
を満足する。{\displaystyle \mu } は重力定数と中心天体の質量と問題の天体の質量の和の積である。なお天体力学では伝統的に質量の単位として太陽質量 {\displaystyle M_{\odot }} が、重力定数 {\displaystyle {\mathcal {G}}} の代わりにその平方根として定義されるガウス引力定数 {\displaystyle k} が採用される。この単位系では、問題の惑星の質量を {\displaystyle m} とすると
{\displaystyle \mu =k^{2}(1+m)}
が成立する。また時刻の単位としては日（ユリウス日）が、距離の単位としては天文単位が使われる。

### ケプラーの法則
ケプラーの法則は惑星の軌道の最も基本的な性質を述べたものである（これは惑星のまわりを運動する衛星に関しても成立する）。
- 第1法則: 惑星は太陽をひとつの焦点とする楕円軌道を描く。
- 第2法則: 太陽と惑星を結ぶ線分が単位時間に掃く面積（面積速度）は一定である。
- 第3法則: 惑星の公転周期の二乗は軌道長半径の三乗に比例する。

離心率 のケプラー軌道と真近点離角。点Oが中心天体、点Pがケプラー運動する惑星を表す。

第1法則が主張する楕円軌道の形状は長半径 (英: semi-major axis) {\displaystyle a}、離心率 (英: eccentricity) {\displaystyle e} によって特定される。中心天体との距離が最も小さくなる軌道上の点を近点 (英: pericenter) と呼ぶが、特に太陽のまわりを運動する天体の場合は近日点 (英: perihelion)、地球のまわりを運動する天体の場合は近地点 (英: perigee) などと呼ぶ。中心天体との距離が最も大きくなる軌道上の点が遠点 (英: apocenter) である。中心天体と問題の天体の距離（動径） {\displaystyle r} は、中心天体と近点を結ぶ線分（これはアプス線と呼ばれる）と動径がなす角 {\displaystyle f} を用いて
{\displaystyle r(f)={\frac {a(1-e^{2})}{1+e\cos f}}}
と表示される。角 {\displaystyle f} は真近点角または真近点離角 (英: true anomaly) と呼ばれる（#軌道要素節を参照）。なお {\displaystyle p=a(1-e^{2})} を半直弦 (英: semilatus rectum) と呼ぶ。
第2法則は角運動量の保存を意味する。第3法則に対応して、長半径 {\displaystyle a} は平均角速度を表す平均運動 (英: mean motion) 
{\displaystyle n={\frac {2\pi }{T}}}
（{\displaystyle T} は軌道周期）と次の関係にある。
{\displaystyle n^{2}a^{3}=\mu }
ケプラー運動には楕円軌道の他に放物線軌道、双曲線軌道が存在する。これらはいずれも円錐曲線である。

### 軌道要素

軌道傾斜角 、昇交点黄経 、近点引数 、真近点角 を表す模式図。

天体の軌道およびその上の位置を特定するために用いられるパラメータを軌道要素 (英: orbital element) と呼ぶ。上述の楕円軌道の形を特定するために用いられる長半径 {\displaystyle a} と離心率 {\displaystyle e} は軌道要素のひとつである。さらに、軌道面内における楕円軌道の向きを特定するために近点引数 (英: argument of pericenter) {\displaystyle \omega } が、軌道面を特定するために軌道傾斜角 (英: inclination) {\displaystyle i} と昇交点黄経 (英: longitude of ascending node) {\displaystyle \Omega } が用いられる。まず軌道傾斜角 {\displaystyle i} は天体の軌道面が基準面（多くの場合黄道面または不変面）となす角として定義される。天体の軌道上の点で軌道面と基準面の双方に乗る点が昇交点であり、昇交点が黄道面内の基準方向（春分点）となす角（黄経）が昇交点黄経 {\displaystyle \Omega } である。最後に近点引数 {\displaystyle \omega } は昇交点と近点がなす角である。近点引数 {\displaystyle \omega } の代わりに
{\displaystyle \varpi =\Omega +\omega }
により定義される近点黄経 (英: longitude of pericenter) を採用してもよい。
楕円軌道上の天体の位置を表す角度として真近点角 {\displaystyle f} 以外に離心近点角 (離心近点離角, 英: eccentric anomaly) {\displaystyle E}、平均近点角 (平均近点離角, 英: mean anomaly) {\displaystyle M}、平均黄経 (英: mean longitude) {\displaystyle \lambda } がある。離心近点角 {\displaystyle E} は
{\displaystyle r=a(1-e\cos E)}
を満足し、真近点角 {\displaystyle f} と
{\displaystyle \tan {\frac {f}{2}}={\sqrt {\frac {1+e}{1-e}}}\tan {\frac {E}{2}}}
という関係にある。平均近点角 {\displaystyle M} は近点通過時刻を {\displaystyle t_{0}} として {\displaystyle M=n(t-t_{0})} により定義され、離心近点角 {\displaystyle E} とケプラー方程式
{\displaystyle E-e\sin E=M}
によって結ばれる。平均黄経 {\displaystyle \lambda } は 
{\displaystyle \lambda =M+\Omega +\omega =M+\varpi }
により定義される。これらの角 {\displaystyle f}, {\displaystyle E}, {\displaystyle M}, {\displaystyle \lambda } は時間的に変化する量であるが、近点通過時刻 {\displaystyle t_{0}} または元期 (英: epoch) での平均黄経 {\displaystyle \epsilon } を与えればどの角も現在時刻 {\displaystyle t} から計算できるため、例えば近点通過時刻 {\displaystyle t_{0}} を軌道要素として用いれば十分である。軌道要素の組 {\displaystyle \{a,e,i,t_{0},\omega ,\Omega \}} はケプラーの軌道要素または軌道6要素と呼ばれ、これによって天体の運動状態を完全に特定できる（異なる軌道要素の組を用いる場合もある）。
具体的な太陽系惑星の軌道要素の値は#太陽系惑星の軌道要素節および#月の軌道要素節を参照。

### 軌道決定
ある瞬間における天体の座標 {\displaystyle (x,y,z)} および速度 {\displaystyle (v_{x},v_{y},v_{z})} が与えられたならば、その天体の軌道要素は一意に定まりそれを計算することができる。しかし実際には1回の観測で得られるのは2つの角度（赤道座標では赤緯 {\displaystyle \alpha } と赤経 {\displaystyle \delta }）だけであり、天体の軌道要素を決定するためには最低3回の観測を行う必要がある。観測データから軌道要素を決定する方法論は軌道決定として知られている。

## 摂動論
惑星の公転軌道は第一に太陽の重力によって支配されており、0次近似としては太陽-惑星の二体問題とみなすことができる。この近似では惑星の軌道要素は一定であり、時間変化しない。しかし実際には惑星の軌道は他の惑星の摂動 (英: perturbation) によって変化する。そこである瞬間の惑星の軌道について、その瞬間に運動状態が一致するような仮想的なケプラー軌道を考え、その軌道要素を惑星のその時刻の接触軌道要素 (英: osculating orbital elements) と呼ぶ。接触軌道要素は他の惑星の摂動によって時間変化するため、それを計算することができれば惑星の軌道が求まることになる。このような摂動手法が定数変化法 (英: variation of arbitrary constants) である。

### 摂動関数とラグランジュの惑星方程式
摂動として働く力が重力などの保存力である場合、天体の運動方程式は摂動関数または擾乱関数 (英: disturbing function または 英: perturbation function) として知られる関数 {\displaystyle R} を用いて
{\displaystyle {\frac {d^{2}\mathbf {r} }{dt^{2}}}+\mu {\frac {\mathbf {r} }{|\mathbf {r} |^{3}}}={\frac {\partial R}{\partial \mathbf {r} }}}
と書くことができる。例えば太陽系惑星の場合、{\displaystyle i} 番目の惑星の太陽を中心とする座標 (英: heliocentric coordinate system) での位置 {\displaystyle \mathbf {r} _{i}} は、運動方程式
{\displaystyle {\frac {d^{2}\mathbf {r} _{i}}{dt^{2}}}+k^{2}(1+m_{i}){\frac {\mathbf {r} _{i}}{|\mathbf {r} _{i}|^{3}}}={\frac {\partial R_{i}}{\partial \mathbf {r} _{i}}}}
{\displaystyle R_{i}=k^{2}\sum _{j\neq i}m_{j}\left({\frac {1}{|\mathbf {r} _{i}-\mathbf {r} _{j}|}}-{\frac {\mathbf {r} _{i}\cdot \mathbf {r} _{j}}{|\mathbf {r} _{j}|^{3}}}\right)}
を満足する。ここに {\displaystyle m_{i}} は惑星 {\displaystyle i} の質量であり、摂動関数の第1項を直接項 (英: direct term)、第2項を間接項 (英: indirect term) と呼ぶ。
摂動関数 {\displaystyle R} による接触軌道要素 {\displaystyle \sigma _{j}} の時間変化はラグランジュの惑星方程式
{\displaystyle \sum _{k=1}^{6}[\sigma _{j},\sigma _{k}]{\frac {d\sigma _{k}}{dt}}={\frac {\partial R}{\partial \sigma _{j}}}\ \ (j=1,2,\ldots ,6)}
によって記述される。ここに {\displaystyle [c_{j},c_{k}]} はラグランジュ括弧である。接触軌道要素として {\displaystyle \sigma _{j}=\{a,e,i,\epsilon ,\varpi ,\Omega \}} を取るとき、ラグランジュの惑星方程式は次のように書き下される。
{\displaystyle {\frac {da}{dt}}=+{\frac {2}{na}}{\frac {\partial R}{\partial \epsilon }}}
{\displaystyle {\frac {de}{dt}}=-{\frac {\sqrt {1-e^{2}}}{na^{2}e}}[1-{\sqrt {1-e^{2}}}]{\frac {\partial R}{\partial \epsilon }}-{\frac {\sqrt {1-e^{2}}}{na^{2}e}}{\frac {\partial R}{\partial \varpi }}}
{\displaystyle {\frac {di}{dt}}=-{\frac {\tan(i/2)}{na^{2}{\sqrt {1-e^{2}}}}}\left({\frac {\partial R}{\partial \epsilon }}+{\frac {\partial R}{\partial \varpi }}\right)-{\frac {1}{na^{2}{\sqrt {1-e^{2}}}\sin i}}{\frac {\partial R}{\partial \Omega }}}
{\displaystyle {\frac {d\epsilon }{dt}}=-{\frac {2}{na}}{\frac {\partial R}{\partial a}}+{\frac {\sqrt {1-e^{2}}}{na^{2}e}}[1-{\sqrt {1-e^{2}}}]{\frac {\partial R}{\partial e}}+{\frac {\tan(i/2)}{na^{2}{\sqrt {1-e^{2}}}}}{\frac {\partial R}{\partial i}}}
{\displaystyle {\frac {d\varpi }{dt}}=+{\frac {\sqrt {1-e^{2}}}{na^{2}e}}{\frac {\partial R}{\partial e}}+{\frac {\tan(i/2)}{na^{2}{\sqrt {1-e^{2}}}}}{\frac {\partial R}{\partial i}}}
{\displaystyle {\frac {d\Omega }{dt}}=+{\frac {1}{na^{2}{\sqrt {1-e^{2}}}\sin i}}{\frac {\partial R}{\partial i}}}
摂動関数 {\displaystyle R} が与えられたならば、それを摂動展開し惑星方程式を逐次的に解くことにより軌道要素の時間変化が計算できる。

### ガウスの方法
カール・フリードリヒ・ガウスによる方法は摂動関数ではなく天体に働く力を陽に扱うものであり、非保存力を扱うことができる。この場合、運動方程式を
{\displaystyle {\frac {d^{2}\mathbf {r} }{dt^{2}}}=-\mu {\frac {\mathbf {r} }{|\mathbf {r} |^{3}}}+\mathbf {F} (t,\mathbf {r} ,{\dot {\mathbf {r} }})}
と書くとき、{\displaystyle I=I(\mathbf {r} ,{\dot {\mathbf {r} }})} を軌道要素として摂動方程式は
{\displaystyle {\frac {dI}{dt}}={\frac {\partial I}{\partial {\dot {\mathbf {r} }}}}\cdot \mathbf {F} }
により与えられる。摂動 {\displaystyle \mathbf {F} } の成分としては以下の2通りの与え方がある。
- 動径成分 {\displaystyle R'}、軌道面内の {\displaystyle R'} の法線成分 {\displaystyle S'}、軌道面の法線成分 {\displaystyle W'}。
- 軌道の接成分 {\displaystyle T'}、軌道面内の {\displaystyle T'} の法線成分 {\displaystyle N'}、軌道面の法線成分 {\displaystyle W'}。

前者の立場では、軌道要素 {\displaystyle \{a,e,i,\Omega ,\omega ,t_{0}\}} に関するガウスの摂動方程式は次により与えられる。ここに {\displaystyle p} は半直弦である。
{\displaystyle {\frac {da}{dt}}={\sqrt {\frac {p}{\mu }}}{\frac {2a}{1-e^{2}}}\left\{e\sin fR'+{\frac {p}{r}}S'\right\}}
{\displaystyle {\frac {de}{dt}}={\sqrt {\frac {p}{\mu }}}\left\{\sin fR'+(\cos f+\cos E)S'\right\}}
{\displaystyle {\frac {di}{dt}}={\frac {r\cos(f+\omega )}{na^{2}{\sqrt {1-e^{2}}}}}W'}
{\displaystyle {\frac {d\Omega }{dt}}={\frac {r\sin(f+\omega )}{na^{2}{\sqrt {1-e^{2}}}\sin i}}W'}
{\displaystyle {\frac {d\omega }{dt}}={\frac {1}{e}}{\sqrt {\frac {p}{\mu }}}\left\{-\cos fR'+\left(1+{\frac {r}{p}}\right)\sin fS'\right\}-\cos i{\frac {d\Omega }{dt}}}
{\displaystyle {\frac {dt_{0}}{dt}}=-{\frac {1-e^{2}}{n^{2}ae}}\left\{\left(\cos f-2e{\frac {r}{p}}\right)R'-\left(1+{\frac {r}{p}}\right)\sin fS'\right\}-{\frac {3}{2a}}(t-t_{0}){\frac {da}{dt}}}

### 永年摂動
離心率 {\displaystyle e} や軌道傾斜角 {\displaystyle i} が小さいときの摂動関数 {\displaystyle R} の展開は literal expansion として知られる。これは摂動関数を角度座標（平均近点離角 {\displaystyle M} や近点黄経 {\displaystyle \lambda } など）の三角関数の和に分解するものであり、具体的な計算方法がラグランジュ、ラプラス、ルヴェリエ、ニューカムら多くの人の手によって研究されてきた。例えば中心天体のまわりを公転する2天体について考えるとき、その一方の摂動関数は
{\displaystyle R=\sum C(a,e,I,a',e',I')\cos \theta }
（プライムなしが注目天体の軌道要素、プライムありがもう一方の天体の軌道要素）という形に展開される。軌道要素の時間変化は、周期摂動とそれより長い時間スケールでの時間変化を引き起こす(英: secular perturbation)に分解できるが、太陽系天体では周期摂動より永年摂動の方が重要である。そのため摂動関数から周期摂動（{\displaystyle j_{1}} または {\displaystyle j_{1}'} がゼロでない項）を落としたものをラグランジュの惑星方程式と用いることにより永年摂動の計算が可能となる。例えば近点黄経には時間に比例して増大する項（永年項, 英: secular term）が存在し近点移動が生じる。一方で、離心率と軌道傾斜角には永年項が存在せず非常に長い周期で時間変化する。

### 正準変数
天体力学のいくつかの問題（ラグランジュの惑星方程式の導出、軌道共鳴の議論など）にはケプラーの軌道要素ではなく正準共役量を基本変数として用いるハミルトン力学が適している。例えばドロネー変数 {\displaystyle (l,g,h,L,G,H)} は
{\displaystyle l=M,\ \ L={\sqrt {\mu a}}}
{\displaystyle g=\omega ,\ \ G={\sqrt {\mu a(1-e^{2})}}}
{\displaystyle h=\Omega ,\ \ H={\sqrt {\mu a(1-e^{2})}}\cos I}
により定義され、{\displaystyle (l,L)}, {\displaystyle (g,G)}, {\displaystyle (h,H)} が正準共役な組となっている。このときハミルトニアンは
{\displaystyle F=-{\frac {\mu ^{2}}{2L^{2}}}}
により与えられる。なおこれらの変数はケプラー問題の作用・角変数と関係している。
正準形式の摂動論は摂動後のハミルトニアンから角変数を消去するような正準変換を構築することによって実現される。このような正準変換を施すと、変換後の作用変数が時間変化しなくなり、問題を自明に解くことができる。このような変換は摂動の任意の次数まで続けることができるものの、この摂動級数は収束せず、級数を途中で打ち切る必要がある（この事情は定数変化法により得られる摂動級数でも同じである）。

## 応用

### 太陰運動論
月の満ち欠け（月相）は太陰暦および太陰太陽暦の基礎であり、月の運動は古くから記録されてきた。月の軌道は等速円運動ではなく、そこからのずれ（不等, 英: inequality）が存在する。月の軌道が楕円軌道であることによる不等が中心差 (英: equation of the center) であるが、これ以外に例えば太陽の摂動によって次のような不等が存在する。
- 出差（英語版） (英: evection): 遠地点または近地点が太陽の向きにあるとき、相対的に強い摂動を受ける効果[103]。
- 二均差（英語版） (英: variation): 1朔望月の間に太陽の摂動によって地球の重力が実効的に変化する効果[103]。
- 年差 (英: annual equation): 地球の離心率のために一年の間に太陽の摂動の強さが変化する効果[103]。

これらの不等を説明し、精度よく月の運動を予測することは太陰運動論または月運動論 (英: lunar theory) として古くから調べられてきた。これには純粋な天文学上の興味に加えて、航海術（経度の測定）への応用という実用的な目的があった。月の理論は最も一般には他の惑星の摂動や地球や月が球形でないことの効果を考慮する必要があるが、アーネスト・ウィリアム・ブラウンは太陽、地球、月の三体を質点として扱う場合論を太陰運動論の main problem と呼んだ。月の運動は惑星の運動に比べて顕著に大きな摂動を受けており、主な摂動の原因である太陽と月の距離がほとんど変化しないものの太陽が地球と月に及ぼす引力の差異によって主要な摂動が生じるという点で惑星の問題とは大きく異なっている。19世紀末から20世紀初頭にかけて完成したヒル-ブラウンの理論は最も精緻な月の運動論であると評価されている。
またエドモンド・ハレーによって指摘された、古代から続く月食の記録を比較すると月の平均運動が徐々に増大しているように見えるという永年加速の問題がある。ラプラス、アダムズを含む数世代にわたる長い論争を経て、潮汐摩擦によって地球の自転が減速し時刻の定義自体が変化している効果を考慮することによって永年加速の問題は解決された。

### 軌道共鳴
同一の中心天体のまわりの2つの公転軌道について、その平均運動が簡単な整数比にあるとき尽数関係 (英: commensurable) にあるという。このような軌道は安定化または不安定化し、平均運動共鳴と呼ばれる。より正確には、2つの軌道 {\displaystyle A}, {\displaystyle B} が平均運動共鳴にあるとは、{\displaystyle p}, {\displaystyle q} を整数として
{\displaystyle pn_{A}-qn_{B}+(q-p){\dot {\varpi }}_{A}=0}
が成立することを言う（通常第3項は小さな値であり落としてよい）。例えば小惑星帯のカークウッドの空隙と呼ばれる小惑星の数が少ない領域は木星と平均運動共鳴にあり不安定化したものだと考えられている。逆に太陽系外縁部には共鳴外縁天体と呼ばれる海王星と平均運動共鳴にある天体群が存在することが知られており、その代表的なものが2:3の平均運動共鳴にある冥王星である。また2つの1:2平均運動共鳴が同時に成立するとき（すなわち1:2:4の平均運動共鳴にあるとき）ラプラス共鳴と呼び、太陽系では木星系のイオ-エウロパ-ガニメデが唯一の例である。
一方、平均運動共鳴とは異なり、永年摂動による近点移動の振動数が摂動天体の固有振動数と尽数関係にあるときは永年共鳴 (英: secular resonance) として知られている。これは軌道周期に比べ非常に長い時間スケールでの軌道の不安定化を導く。

### 太陽系の安定性
太陽系惑星の軌道が長期的に安定して保たれるかという太陽系の安定性の問題はアイザック・ニュートン以来研究されてきた。ニュートンは太陽系は不安定であると考えていた。
ラグランジュらによる摂動論の研究を経て、ラプラスは1776年に永年摂動の1次の範囲では惑星の軌道長半径は時間変化せず安定であることを示した。シメオン・ドニ・ポアソンはラプラスの結果を拡張し、1808年に2次摂動の範囲でも軌道長半径は永年不変量であることを示した。しかしユルバン・ルヴェリエは1840年から41年にかけて、長期間の軌道進化では高次の摂動が重要であり、摂動の低次の項だけに基づくラプラスらによる安定性の証明は信頼できないと指摘した（同時に小分母の問題にも言及している）。アンリ・ポアンカレはルヴェリエの問題提起を受けて、1880年代に惑星系の軌道は解析的な解の表示が存在しないこと（ポアンカレの定理）、そして問題の摂動級数は一般に発散することを証明した。1960年代のコルモゴロフらによるKAM理論は近可積分系の大部分の軌道は摂動が十分に小さければトーラス上の準周期解となることを示しており、太陽系の安定性をこの路線で証明する研究が行われた。
一方で、1950年頃からは電子計算機による太陽系の長時間高精度シミュレーションが行われるようになった。初期のものとしては1951年の W. J. Eckert らによる5惑星シミュレーションがある。Laskar は1989年の論文でシミュレーションの結果リャプノフ時間500万年で不安定化すると主張した。しかしリャプノフの意味での不安定性にもかかわらず、伊藤孝士と谷川清隆は±40億年のシミュレーションでは惑星軌道は安定に存在し続けたと報告している。太陽系の安定性に関する一般的な理論は2009年現在未だ存在しない。

## 自転と潮汐

### 自転: 歳差と章動
多くの天体は公転に加えて自転しており、自転運動はオイラーの運動方程式によって記述される。測地学では地球の自転を地球に対して固定された座標系で議論することが多いものの、天文学分野では慣性系を用いて議論することが好まれる。惑星の自転はある軸（自転軸）まわりの回転として表現でき、その軸を {\displaystyle \mathbf {n} }、自転角速度を {\displaystyle \omega } とするとき自転は角速度ベクトル {\displaystyle {\boldsymbol {\omega }}=\omega \mathbf {n} } により記述される。角速度ベクトルは自転角運動量 {\displaystyle \mathbf {L} } と {\displaystyle \mathbf {L} =\mathbf {I} {\boldsymbol {\omega }}} という関係にある。ここに {\displaystyle \mathbf {I} } は慣性モーメントテンソル
{\displaystyle I_{ij}=\int \rho (|\mathbf {x} |^{2}\delta _{ij}-x_{i}x_{j})d^{3}x}
である。しばしば座標系として慣性主軸を取り、そのとき慣性モーメントテンソルは主慣性モーメント {\displaystyle A}, {\displaystyle B}, {\displaystyle C} を固有値とする対角行列となる。

地球の自転軸の回転運動が歳差である。

地球の自転軸は月と太陽および他の惑星による摂動を受け、複雑に変化する。このうち長周期での軸の移動を歳差 (英: precession)、より短周期での振動を章動 (英: nutation) と呼ぶ。歳差の周期は約2万6000年であり、春分点の移動をもたらす。章動のうちもっとも振幅の大きな成分は周期18.6年であり、月の昇交点がこの周期で移動していることによる。歳差および章動は木下宙によって1977年に精密な理論が構築された。

### 潮汐力
潮汐力 (英: tidal force)は重力の非一様性のために生じる非一様な重力の作用であり、月および太陽による潮汐力は海の潮汐の原因として知られている。潮汐力はまた天体の潮汐変形、潮汐トルク、潮汐加熱といった現象を引き起こす。例えば地球の表面における月による潮汐力は、ポテンシャル
{\displaystyle V_{\mathrm {tidal} }=-\zeta gP_{2}(\cos \psi )}
により与えられる。ここに {\displaystyle R_{\mathrm {p} }} は地球の半径、{\displaystyle m_{\mathrm {p} }}, {\displaystyle m_{\mathrm {s} }} は地球と月の質量、{\displaystyle a} は地球と月の距離、{\displaystyle g={\frac {{\mathcal {G}}m_{\mathrm {p} }}{R_{\mathrm {p} }^{2}}}} は地球の表面重力、{\displaystyle \psi } は月の公転面を基準に計った地球上の点の緯度、{\displaystyle P_{2}} はルジャンドル多項式である。
潮汐による海水の移動が生じる摩擦（潮汐摩擦、英: tidal friction）は地球の自転を減速させる。この結果、全角運動量の保存により月は地球から遠ざかる。

### 惑星の平衡形状
惑星は厳密には球形ではなく、自転による変形および潮汐力による潮汐変形を被る。このような変形は軸対称であり、近似的に中心軸から計った角度 {\displaystyle \psi } の関数として {\displaystyle P_{2}(\cos \psi )} という形に表現できる。また潮汐変形の程度はラブ数によって定量化される。
主慣性モーメント {\displaystyle A}, {\displaystyle B}, {\displaystyle C} を持つ天体がその外部につくる重力ポテンシャル {\displaystyle \Phi } の表式
{\displaystyle \Phi =-{\frac {{\mathcal {G}}M}{r}}-{\frac {{\mathcal {G}}(A+B+C-3I)}{2r^{3}}}}
はマッカラーの公式と呼ばれる。ここに {\displaystyle I} は天体の重心とポテンシャルの評価点を結ぶ軸まわりの慣性モーメントであり、評価点の座標を {\displaystyle (x,y,z)} とするとき
{\displaystyle I={\frac {Ax^{2}+By^{2}+Cz^{2}}{r^{2}}}}
により与えられる。

### 自転と公転の同期

月は常に同じ面を地球に向けているものの、秤動による変化がある。

月は（秤動 (英: libration) を除き）常に同じ面を地球に向けているが、これは月の自転周期と公転周期が同期しているためである。これは地球の重力による月の潮汐変形が原因であり、潮汐ロックと呼ばれる。

## その他のトピック

### 三体問題
重力相互作用する3天体の運動を求める問題は三体問題として知られる。第三体の質量が他の二体に比べて極めて小さく、二体に及ぼす重力が無視できるとき制限三体問題と呼び、特に二体が円運動するときを円制限三体問題と呼ぶ。この問題は多くの人の手によって調べられてきており、三体問題は求積法により解くことはできないものの、特殊解のひとつであるラグランジュ点はよく知られている。

### 環
土星や天王星に存在する環は衛星と相互に重力を及ぼし合う。環の構造や安定性、羊飼い衛星といった問題が取り扱われる。

### 彗星と太陽系小天体の軌道
彗星は大きな離心率を持ち、特に極端なものはサングレーザーと呼ばれる。しばしば彗星は木星との近接散乱により大きな摂動を受けるが、これは円制限三体問題とみなすことができ、ティスランの判定式によって彗星の同一性を判定できる。また彗星が大きな離心率を獲得する機構として古在メカニズムが提案されている。
小惑星などの太陽系小天体の軌道はカオスを示すことでも注目される。小惑星帯の小惑星の多くは小惑星-木星系の、または小惑星-木星-土星系の平均運動共鳴に由来するカオス軌道を持つ。これは軌道要素のカオス拡散といった効果を生じる。
また宇宙塵などの小天体の場合、輻射圧などの重力以外の摂動が軌道進化において重要である場合がある。

### 重力ポテンシャルの高次成分
厳密には天体は球形ではなく、それに対応して天体の重力ポテンシャルには単極子項への補正が存在する（多重極展開）。これは特に地球を周回する人工衛星の軌道に最も大きな摂動として寄与するため、軌道力学では重力ポテンシャルの補正を考慮する必要がある。軸対称な天体の場合には、重力ポテンシャル {\displaystyle \Phi } は、{\displaystyle M} を天体の質量、{\displaystyle R} を天体の半径、{\displaystyle J_{l}} を質量分布に関する定数として、ルジャンドル多項式 {\displaystyle P_{l}} を用いて
{\displaystyle \Phi (r,\theta ,\varphi )=-{\frac {{\mathcal {G}}M}{r}}\left\{1-\sum _{l=2}^{\infty }J_{l}\left({\frac {R}{r}}\right)^{l}P_{l}(\cos \theta )\right\}}
と書ける。

### 一般相対論
強重力場のもとでは一般相対性理論によるニュートン重力からの補正が必要となる。これは水星の近日点移動の要因のひとつとして有名である。例えばシュワルツシルト時空におけるハミルトン–ヤコビ方程式は
{\displaystyle -{\frac {1}{1-2M/r}}\left({\frac {\partial S}{\partial t}}\right)^{2}+\left(1-{\frac {2M}{r}}\right)\left({\frac {\partial S}{\partial r}}\right)^{2}+{\frac {1}{r^{2}}}\left({\frac {\partial S}{\partial \theta }}\right)^{2}+{\frac {1}{r^{2}\sin ^{2}\theta }}\left({\frac {\partial S}{\partial \phi }}\right)^{2}+1=0}
と書ける。一般相対論効果はブラックホールなどのコンパクト天体で顕著であり、銀河中心の恒星の運動は超大質量ブラックホールの一般相対論効果を強く受ける。また連星パルサーを代表とするコンパクト星連星では重力波放出により軌道が収縮する。

### 惑星形成
惑星形成理論は微惑星の集積として惑星が形成される過程を議論するものであり、微惑星の合体成長過程は天体力学と関係している。

### 恒星系力学
恒星系力学は多数の重力相互作用する恒星からなる系を取り扱う理論であり、球状星団や銀河の力学的な性質の基礎となる。この理論は天体力学と顕著な繋がりがある他、統計力学およびプラズマ物理学とも関係している。

## 歴史

### ケプラーの法則
1576年から1601年にかけて、ティコ・ブラーエ (1546-1601) はデンマーク（ウラニボリ）、次いでチェコのプラハにおいて太陽と惑星を観測し、望遠鏡がない当時としては最高精度の誤差1 - 2分角でその位置をした。ヨハネス・ケプラー (1571-1630) はブラーエの観測結果をもとにケプラーの法則に到達し、1609年の『新天文学』 (羅: Astronomia nova)、1619年の『宇宙の調和』 (羅: Harmonice Mundi) においてこれらの法則を公刊した。

### ニュートンの『自然哲学の数学的諸原理』
エドモンド・ハレー (1656-1742) の勧めもあり、1687年にアイザック・ニュートン (1642-1727) は『自然哲学の数学的諸原理』（プリンキピア、羅: Philosophiæ Naturalis Principia Mathematica）を出版し、ニュートン力学および天体力学の基礎を築いた。なおニュートンがプリンキピアを書き上げるにあたって、ロバート・フック (1635-1703) やジョン・フラムスティード (1646-1719) ら同時代の研究者の業績に大きく影響を受けている。
まず第1巻でニュートンは質量 (quantity of matter) および運動量 (quantity of motion) を定義し、力 (force) について論じている。続いて運動の法則を定式化し、中心力場のもとでは面積速度が一定であること（そして逆に面積速度が一定であるならば中心力が働いていること）、円錐曲線を描いて運動する物体には距離の二乗に反比例する中心力が作用していること、その場合に楕円軌道を描く物体の周期は楕円の長半径の1.5乗に比例することを示した。
さらにニュートンは互いに引力を及ぼす二体問題についても論じ、その重心まわりの運動に帰着できることを示し、逆二乗則の場合には重心まわりの軌道は円錐曲線となることを主張した（ただし逆二乗則から楕円軌道が導かれることの証明をプリンキピアの初版では与えず、後の版では証明の概略のみを著述している）。また、ニュートンはその理論を月の運動に適用し三体問題の一般解を求めようとしたものの見出すことができず、プリンキピアでは近似解についてのみ記述している。
プリンキピアの第2巻は空気抵抗などの抵抗力のもとでの物体の運動を扱っている。The System of the World と題された第3巻は前2巻とは異なり自然哲学を扱ったもので、ニュートンはそれまでの巻で展開した数学理論を天界の物体の運動に適用した。木星の衛星、土星の衛星、そして惑星がいずれもケプラーの法則（第2法則と第3法則）を満たすことから、天体間には逆二乗則の引力が働いていること、そして地球-月間に働くこの引力は地球上の物体が地球の中心に向かって落下しようとする力（重力）と同じものであると論じている。そしてこのことからすべての物体間に重力が作用すること（万有引力の法則）を主張した。さらに第3巻では自転する球体（すなわち地球）は扁平な形に変形すること、潮汐が月の引力によるものであること、月の運動（ただしこの議論は成功しているとは言い難い）、月と太陽の重力による地球の歳差の計算、彗星の軌道といった内容が扱われている。
1693年にハレーは古代バビロニアおよび中世アラブ界の月食の記録を当時の記録と比較し、月の永年加速を指摘した。1749年に en:Richard Dunthorne は永年加速の大きさを1平方世紀あたり10秒と求めた。

### 解析力学

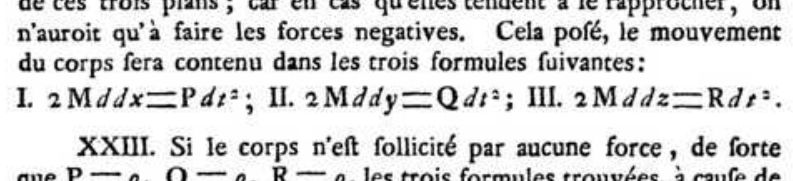
オイラーによって初めてニュートンの運動方程式は現代的な記法で書き下された。

ニュートンのプリンキピアは当時考案されたばかりの微分法および積分法の使用を避け幾何学的な考察に基づくものであり極めて難解なものであった。プリンキピアの出版後18世紀初頭にかけてピエール・ヴァリニョン (1654-1722)、ヨハン・ベルヌーイ (1667-1748)、Jakob Hermann (1678-1733) らはプリンキピアの内容をゴットフリート・ライプニッツ (1646-1716) らによる微積分学の言葉を用いて理解するようになった。1730年頃からはダニエル・ベルヌーイ (1700-1782)、レオンハルト・オイラー (1707-1783)、アレクシス・クレロー (1713-1765)、ジャン・ル・ロン・ダランベール (1717-1783)らによって保存則やポテンシャルの概念などが導入され、1760年頃までには現在の力学に近い形にまで整備された。ダランベールは1743年に Traité de dynamique を出版した。オイラーは1749年にニュートンの運動方程式を初めて現在知られている形で書き下している。ジョゼフ＝ルイ・ラグランジュ (1736-1813) は1750年代から統一的な原理に基づく力学の再構築に取り組み、現在解析力学（特にラグランジュ力学）として知られる体系を1788年の著書 Mécanique analytique にまとめ上げた。

### 二体問題と三体問題
上述のように、アイザック・ニュートンはプリンキピアにおいて惑星軌道が円錐曲線であるならば逆二乗則に従う中心力が作用していることを示したものの、逆に逆二乗則の重力を受けて運動する物体の軌道がどのようなものかという問題に対しては十分な回答を著述しなかった。この問題は1710年の Jakob Hermann の研究、そしてそれに続くヨハン・ベルヌーイの研究によって解決された。
1730年代にピエール・ルイ・モーペルテュイ (1698-1759) 率いる観測隊は地球が赤道付近で膨らんでいる扁球であることを証明した（フランス科学アカデミーによる測地遠征）。これにより地球の形状に関するジャック・カッシーニ (1677-1756) の測量が棄却され、それと対立していたニュートンの理論の正しさが明らかになった。この観測に参加していたアレクシス・クレローは地球の形状に関する1743年の著書 Théorie de la figure de la terre を出版した後に天体力学の研究を始め、1747年11月にパリで三体問題に関する口頭発表を行い、月の近地点移動を説明するためには万有引力の法則に逆三乗則に従う付加項が必要であると主張した（逆二乗則に補正を加えるというアイデアは John Keill にまで遡る）。この主張は激しい拒否反応を引き起こし、短距離側ではなく遠距離側で万有引力の法則を修正する必要があると考えていたレオンハルト・オイラーとの間で論戦となった。ダランベールもこの問題に興味を示し、独自のアイデアで研究に参入した。1714年に英国が定めた経度法の懸賞金に繋がる可能性から月の近地点移動はこの三者による研究競争となったものの、1749年にクレローは当初の主張を撤回し当時は無視されていた太陽による高次摂動を考慮することによって月の近地点移動を説明できることを示し、この成果によって帝国サンクトペテルブルク科学アカデミーの賞を1750年に獲得した（受賞論文 Théorie de la lune は1753年に出版された）。その後クレローはハレー彗星の軌道の摂動計算などの研究を行っている。
1748年にパリの科学アカデミーは木星と土星の相互摂動に関するコンテストを開催し、レオンハルト・オイラーが優勝した（受賞論文は1749年に出版された）。彼は木星と土星の運動のケプラー軌道からの逸脱を完全に説明することはできなかったものの、その後の天体力学の研究において極めて重要な役割を果たす三角級数の方法を導入した。またオイラーの研究には観測データからのパラメータ推定に関する先駆的な業績が含まれている（当時最小二乗法は考案されていなかった）。
トビアス・マイヤー (1723-1762) はオイラーの木星と土星の理論を発展させ太陽-地球-月系に応用することにより、月の天文表を作成し1753年に出版した。その正確さは1760年までにジェームズ・ブラッドリー (1693-1762) の観測によって裏付けられ、1767年に創刊された航海年鑑の基礎となった。

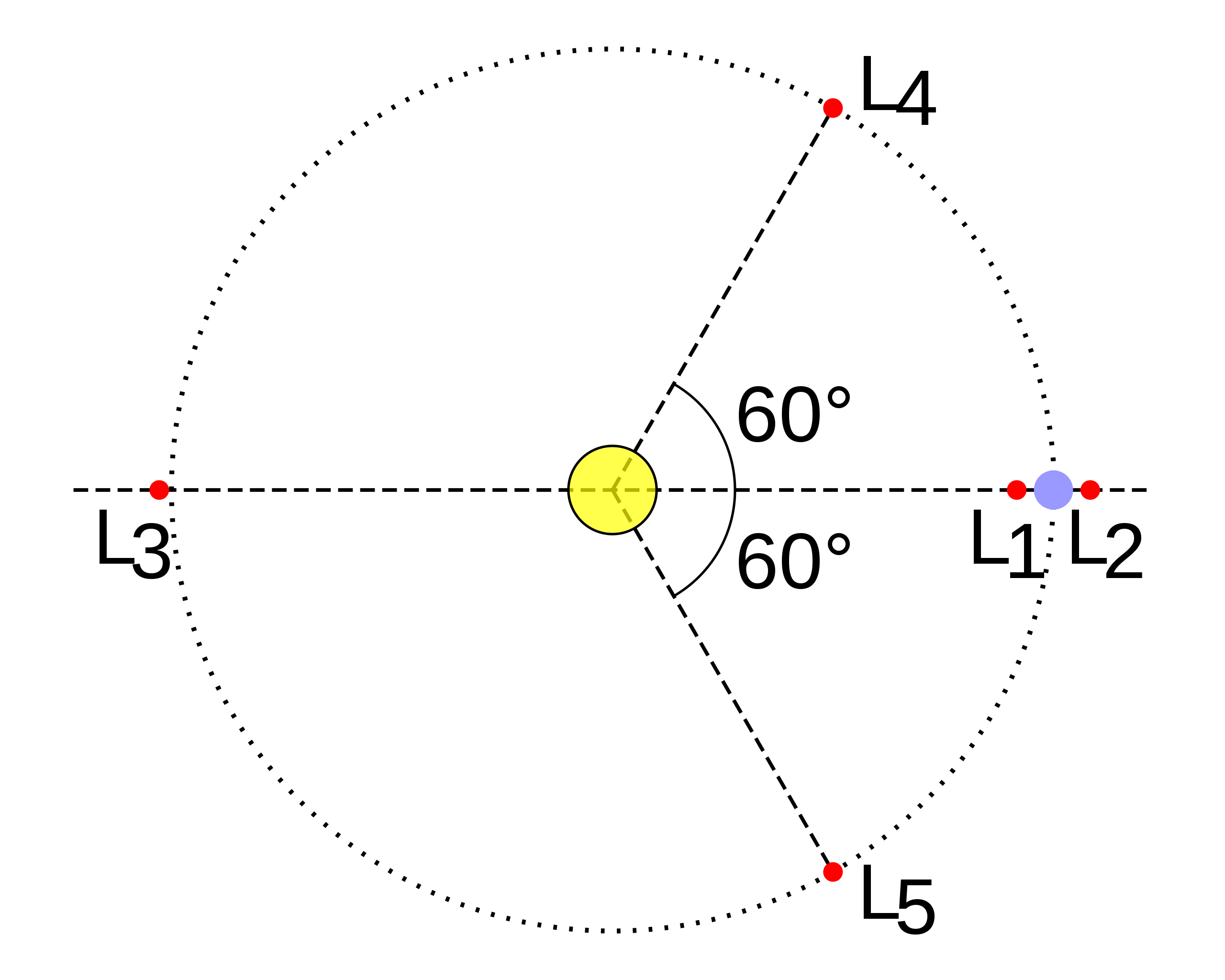
ラグランジュ点。

レオンハルト・オイラーは三体問題を求積するために運動の積分を探し求めたものの、必要な数の積分を得ることはできなかった。そこで三体が同一直線に乗る配位の特殊解に目を向け、1766年に三体問題に関する論文 Considerationes de motu corporum coelestium の中で制限三体問題の平衡点であるラグランジュ点のうち直線解と呼ばれる L1, L2 を発見した。ラグランジュは1772年にすべての平衡点、特に正三角形解を発見した。ラグランジュはまた一般三体問題の18本の方程式を7本の方程式に帰着できることを示している。
円制限三体問題におけるヤコビ積分は1836年にカール・グスタフ・ヤコブ・ヤコビ (1804-1851) によって導入された。

### 摂動論の開発
摂動論の基本的な道具立てはジョゼフ＝ルイ・ラグランジュによって整備され、ピエール＝シモン・ラプラス (1749-1827) によって発展した。接触軌道要素はレオンハルト・オイラーによって厳密に定義された。ラグランジュは月の秤動に関する研究を行い、1764年にフランス科学アカデミーの賞を獲得した。またラグランジュは1779年に摂動関数を導入した。
ピエール＝シモン・ラプラスは1773年頃から天体力学の研究を始め、天体の運動および地球の形状・海の潮汐に取り組んだ。ラプラスは1776年に永年摂動の1次の範囲では惑星の軌道長半径は時間変化しないことを示した。また1787年に木星および金星の摂動によって地球軌道の離心率が変化することにより月の永年加速が説明できると主張した（なお半世紀以上が経った1854年にアダムズがラプラスの計算に誤りを発見し、この効果は観測を説明するのに必要な値の半分しかないことを指摘している）。1789年のフランス革命に伴う環境の激変もありながら、ラプラスは1796年に Exposition du système du monde を、1799年から1827年にかけて5巻からなる『天体力学論』 (Traité de mécanique céleste) を出版した。この著作は以下の内容を取り扱っている。
- 第1巻: (Book 1) 平衡と運動に関する一般論、(Book 2) 重力と物体の運動。
- 第2巻: (Book 3) 天体の形状、(Book 4) 海洋と大気の運動、(Book 5) 天体の重心まわりの運動。
- 第3巻: (Book 6) 惑星の運動、(Book 7) 月の運動。
- 第4巻: (Book 8) 木星、土星、天王星の衛星、(Book 9) 彗星、(Book 10) 世界観について。
- 第5巻: (Book 11) 地球の自転と形状、(Book 12) 弾性流体の運動、(Book 13) 惑星を覆う流体運動、(Book 14) 歳差と秤動、(Book 15) 惑星と彗星の運動、(Book 16) 衛星の運動

ラグランジュは1814年に出版した Mécanique analytique の第2版の中で摂動関数およびラグランジュの惑星方程式といった天体力学の基本的な道具立てをまとめ、高次摂動の系統的な計算が可能であることを示した。

### 軌道決定
ティティウス・ボーデの法則は1766年にヨハン・ティティウス (1729-1796) によって発見され、1772年にヨハン・ボーデ (1747-1826) によって紹介されたことで知られるようになった。これは、太陽系惑星の軌道長半径が簡単な数列
{\displaystyle a_{n}=0.4+0.3\times 2^{n}\,\mathrm {AU} \ \ (n=-\infty ,0,1,2,4,5)}
により与えらえるというものである。1781年のウィリアム・ハーシェル (1738-1822) による天王星の発見が {\displaystyle n=6} の予測に一致したため、この法則は一層興味を集めるようになった。

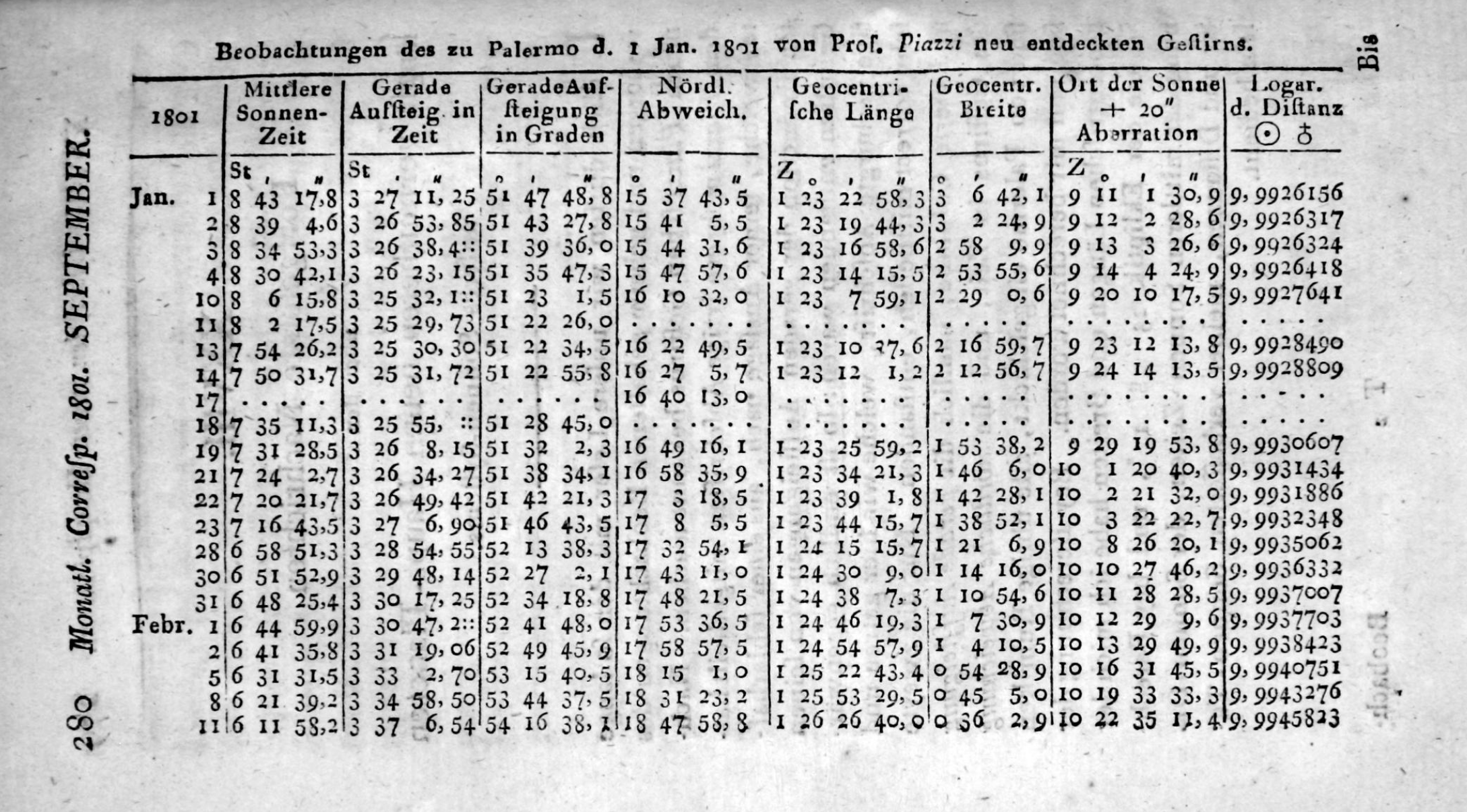
ピアッツィによるケレスの観測データ。

1801年1月にジュゼッペ・ピアッツィ (1746-1826) は {\displaystyle n=3} に対応するケレスを発見し（これは最初の小惑星の発見であった）2月上旬まで観測を続けたものの、見失った。そこでカール・フリードリヒ・ガウス (1777-1855) は同年9月からケレスの軌道計算に取り組み、11月にケレスの軌道計算に成功した。ガウスはフランツ・フォン・ツァハ (1754-1832) へ計算結果を送り、ツァハとヴィルヘルム・オルバース (1758-1840) はガウスの予測通りの位置にケレスを再発見した。さらに翌年に発見された小惑星パラスの軌道計算にも成功し、ガウスはゲッティンゲン大学の天文台のポストを得た。ガウスはさらに天体力学の研究を進め、その成果を1809年に『天体運行論』 (羅: Theoria motus corporum coelestium in sectionibus conicis solem ambientum) として出版した。軌道決定に関するガウスの方法はラグランジュやラプラスによるものよりコンパクトである。なお『天体運行論』は最小二乗法に関する解説が含まれていることでも知られる。

### 正準理論
ウィリアム・ローワン・ハミルトン (1805-1865) は自身の光学に関する研究から着想を得て1834年から35年にかけての一連の論文においてハミルトン力学を創始した。1836年に円制限三体問題に新しい運動の積分を発見したヤコビはこの論文を書き上げた後にハミルトンの論文を読んだと考えられており、彼は力が時間に依存する場合へとハミルトンの理論を拡張し1837年に現在ハミルトン–ヤコビ方程式として知られる単一の偏微分方程式を書き下した。ハミルトンの方程式はヤコビによって「正準」 (仏: canonique) と命名された。

### さらなる発展
1821年にアレクシス・ブヴァール (1767-1843) は天王星の天文表を出版したが、その後の観測はブヴァールの計算と食い違った。これは未知の惑星の摂動によるものであると考え、ジョン・クーチ・アダムズ (1819-1892) とユルバン・ルヴェリエ (1811-1877) は独立にこの未知の惑星の軌道を計算し、ルヴェリエの予測をもとにヨハン・ゴットフリート・ガレ (1812-1910) が1846年に海王星を発見した（アダムスの計算結果を受け取ったジェームズ・チャリス (1803-1882) とジョージ・ビドル・エアリー (1801-1892) も探索を試み、ガレによる発見の後に海王星を見出したが彼らは発見者とは認められていない）。
1833年にシメオン・ドニ・ポアソン (1781-1840) は独立変数として真近点角 {\displaystyle f} ではなく時刻 {\displaystyle t} を取ることを提案し、Philippe Gustave le Doulcetはこの方法を発展させた。
ルヴェリエは摂動関数の7次までの literal expansion を遂行し、1855年に出版した。ルヴェリエの計算結果は最も広く用いられてきたものである。Felix Boquet は1889年にルヴェリエの結果を8次に拡張したほか、サイモン・ニューカム (1835-1909) らはさらに理論を発展させた。ペーター・ハンゼン (1795-1874) も摂動論に多くの貢献を行った。
1856年にジェームズ・クラーク・マクスウェル (1831-1879) は土星の環が固体であるならば不安定であることを証明し、無数の粒子からできているであろうことを指摘した。
1889年にフェリックス・ティスラン (1845-1896) は彗星の同一性に関するティスランの判定式を提案した。ティスランはまた4巻からなる『天体力学概論』 (仏: Traité de mécanique céleste) を出版した。

### 太陰運動論
シャルル＝ウジェーヌ・ドロネー (1816-1872) は1860年および1867年に二巻からなる La Théorie du mouvement de la lune を出版し、月の運動について論じた。その中でドロネーは Jacques Binet (1786-1856) が1841年に導入した変数をもとにドロネー変数として知られる正準変数を定義している。ただしドロネーの理論は級数の収束が遅く十分な精度を得るためには多大な計算を要するという難点があった。
ジョージ・ウィリアム・ヒル (1838-1914) は1870年代からドロネーの理論を発展させた。彼は月の軌道を楕円軌道ではなく三体問題の近似解である卵形の軌道として扱い、またそれまで天体力学ではあまり普及していなかった複素指数関数
{\displaystyle e^{\pm {\sqrt {-1}}\theta }=\cos \theta \pm {\sqrt {-1}}\sin \theta }
を全面的に採用した。アーネスト・ウィリアム・ブラウン (1866-1938) は1896年に An Introductory Treatise on the Lunar Theory を出版した後も月の理論についての研究を続け、1919年に月の天文表を完成させた。

### 力学系の理論
19世紀末に三体問題の求積不可能性が Heinrich Bruns (1848-1919) によるブルンスの定理、そしてアンリ・ポアンカレ (1854-1912) によるポアンカレの定理によって明らかになった。ポアンカレはこの定理および関連する彼の研究成果を1892年から1899年にかけて出版された3巻からなる著書『天体力学の新しい方法』 (仏: Les méthodes nouvelles de la mécanique céleste) にまとめている。その後ポアンカレは微分方程式の解を解析的に求めるのではなく、その定性的な性質を明らかにする力学系の理論を創始した。なお、先行する1880年代にはアレクサンドル・リャプノフ (1857-1918) が力学系の先駆的な研究を行っている。ポアンカレの力学系の理論はジョージ・デビット・バーコフ (1884-1944) らによって受け継がれ20世紀に大きく発展した。バーコフは1927年に Dynamical Systems を出版している。
20世紀に入ってからもエードヴァルド・ヒューゴ・フォン・ツァイペル (1873-1959) は伝統的な摂動論の研究を行い、リンドステッド (Anders Lindstedt)-ポアンカレの方法を発展させた。またトゥーリオ・レヴィ＝チヴィタ (1873-1941)、カール・スンドマン (1873-1949) らは三体問題の数学的な研究を継続した。

### 一般相対性理論
アルベルト・アインシュタイン (1879-1955) は1915年に一般相対性理論を完成させた。この理論は強重力場中でニュートン理論への補正項を生じ、アインシュタインはこれによって水星の近日点移動の予測値と観測値の不一致（これはルヴェリエによって発見された）が説明できることを示した。後に5巻からなる Celestial mechanics を出版したことで知られる萩原雄祐 (1897-1979) は1930年代に一般相対論的天体力学の研究を行った。アインシュタインは1938年にレオポルト・インフェルト、バーネッシュ・ホフマン とともにポスト・ニュートン展開による補正項を含むN体系の運動方程式であるアインシュタイン・インフェルト・ホフマンの方程式を導出した。

### 準惑星と太陽系小天体
20世紀には観測技術の進展によって太陽系天体が多く発見され、またその理論も進展した。平山清次 (1874-1943) は1918年に小惑星の族の概念を導入した。クライド・トンボー (1906-1997) は1930年に冥王星を発見した（冥王星は2006年のIAU決議によって惑星から準惑星へと分類が変更された）。Mikhail Lidov (1926-1993) と古在由秀 (1928-2018) は1961年から62年に彗星が大きな離心率を獲得する機構を説明し得る古在メカニズムを提案した。ピーター・ゴールドレイク (1939-) とScott Tremaine (1950-) は1979年に環における羊飼い衛星の存在を理論的に予想した。

### 現代の天体力学
ソ連のスプートニク計画による1957年に世界初の人工衛星スプートニク1号の打ち上げ以降、宇宙空間における人工物の軌道制御を扱う軌道力学が急速に進展した。また同時期に電子計算機が実用化されたことにより数値シミュレーションによる軌道計算が可能となった。一方で理論的研究も続けられ、アンドレイ・コルモゴロフ (1903-1987) らによるKAM理論、堀源一郎 (1930-) らによるリー変換摂動論の開発などの進展があった。特にKAM理論は摂動論の有効性を一般的に示すものとみなされ、20世紀天体力学最大の成果と評されている。また数値計算に関して1980年代から90年代に開発された吉田春夫らによるシンプレクティック数値積分法、そして杉本大一郎らによるGRAPEなどの特筆に値する発展がある。

## 付録

### 太陽系惑星の軌道要素
理科年表2021年版による、太陽系惑星の質量および元期2021年7月5.0日TT＝JD2 459 400.5TTの平均軌道要素。黄道と平均春分点は2001年1月1.5日TT＝JD2 451 545.0TTの値による。
| 惑星   | 質量 [{\displaystyle M_{\odot }}] | 軌道長半径 {\displaystyle a} [AU] | 離心率 {\displaystyle e} | 軌道傾斜角 {\displaystyle i} [deg] (黄道面) | 軌道傾斜角 {\displaystyle i} [deg] (不変面) | 近日点黄経 {\displaystyle \varpi } [deg] | 昇交点黄経 {\displaystyle \Omega } [deg] | 元期平均近点角 {\displaystyle M_{0}} [deg] |
| ------ | --------------------------------- | --------------------------------- | ------------------------ | ------------------------------------------- | ------------------------------------------- | ---------------------------------------- | ---------------------------------------- | ------------------------------------------ |
| 水星   | 1.6601×10-7                       | 0.3871                            | 0.2056                   | 7.004                                       | 6.343                                       | 77.490                                   | 48.304                                   | 282.128                                    |
| 金星   | 2.4478×10-6                       | 0.7233                            | 0.0068                   | 3.394                                       | 2.196                                       | 131.565                                  | 76.620                                   | 35.951                                     |
| 地球   | 3.0404×10-6                       | 1.0000                            | 0.0167                   | 0.003                                       | 1.578                                       | 103.007                                  | 174.821                                  | 179.912                                    |
| 火星   | 3.2272×10-7                       | 1.5237                            | 0.0934                   | 1.848                                       | 1.680                                       | 336.156                                  | 49.495                                   | 175.817                                    |
| 木星   | 9.5479×10-4                       | 5.2026                            | 0.0485                   | 1.303                                       | 0.328                                       | 14.378                                   | 100.502                                  | 312.697                                    |
| 土星   | 2.8589×10-4                       | 9.5549                            | 0.0555                   | 2.489                                       | 0.934                                       | 93.179                                   | 113.610                                  | 219.741                                    |
| 天王星 | 4.3662×10-5                       | 19.2184                           | 0.0464                   | 0.773                                       | 1.028                                       | 173.024                                  | 74.022                                   | 233.182                                    |
| 海王星 | 5.1514×10-5                       | 30.1104                           | 0.0095                   | 1.770                                       | 0.726                                       | 48.127                                   | 131.783                                  | 303.212                                    |

### 月の軌道要素
国立天文台による月の平均軌道要素（J2000.0の平均春分点および黄道による）。{\displaystyle T} はユリウス世紀数で、{\displaystyle J} をユリウス日として {\displaystyle T=(J-2451545)/36525} により与えられる。
{\displaystyle a=383397.7725+0.0040T\,[\mathrm {km} ]}
{\displaystyle e=0.055545526-0.000000016T}
{\displaystyle \lambda =218.31664563^{\circ }+1732559343.48470''T-6.3910''T^{2}+0.006588''T^{3}-0.00003169''T^{4}}
{\displaystyle \varpi =83.35324312^{\circ }+14643420.2669''T-38.2702''T^{2}-0.045047''T^{3}+0.00021301''T^{4}}
{\displaystyle i=5.15668983^{\circ }-0.00008''T+0.02966''T^{2}-0.000042''T^{3}-0.00000013''T^{4}}
{\displaystyle \Omega =125.04455501^{\circ }-6967919.3631''T+6.3602''T^{2}+0.007625''T^{3}-0.00003586''T^{4}}